# 費夫福克斯 (喬治亞州)
費夫福克斯（英語：Five Forks）是位於美國喬治亞州格威內特縣的一個非建制地區。該地的面積和人口皆未知。

## 地理
費夫福克斯的座標為33°53′11″N 84°03′36″W / 33.88639°N 84.06000°W，而該地的平均海拔高度為298米（即978英尺）。